# Solutrià mitjà
El Solutrià mitjà deriva del solutrià inferior i és un període dins la cultura anomenada Solutrià, que es caracteritza per puntes amb forma de fulles de llorer i peces fabricades amb retoc bifacial de vegades força aplanades.